# Hortus Cliffortianus

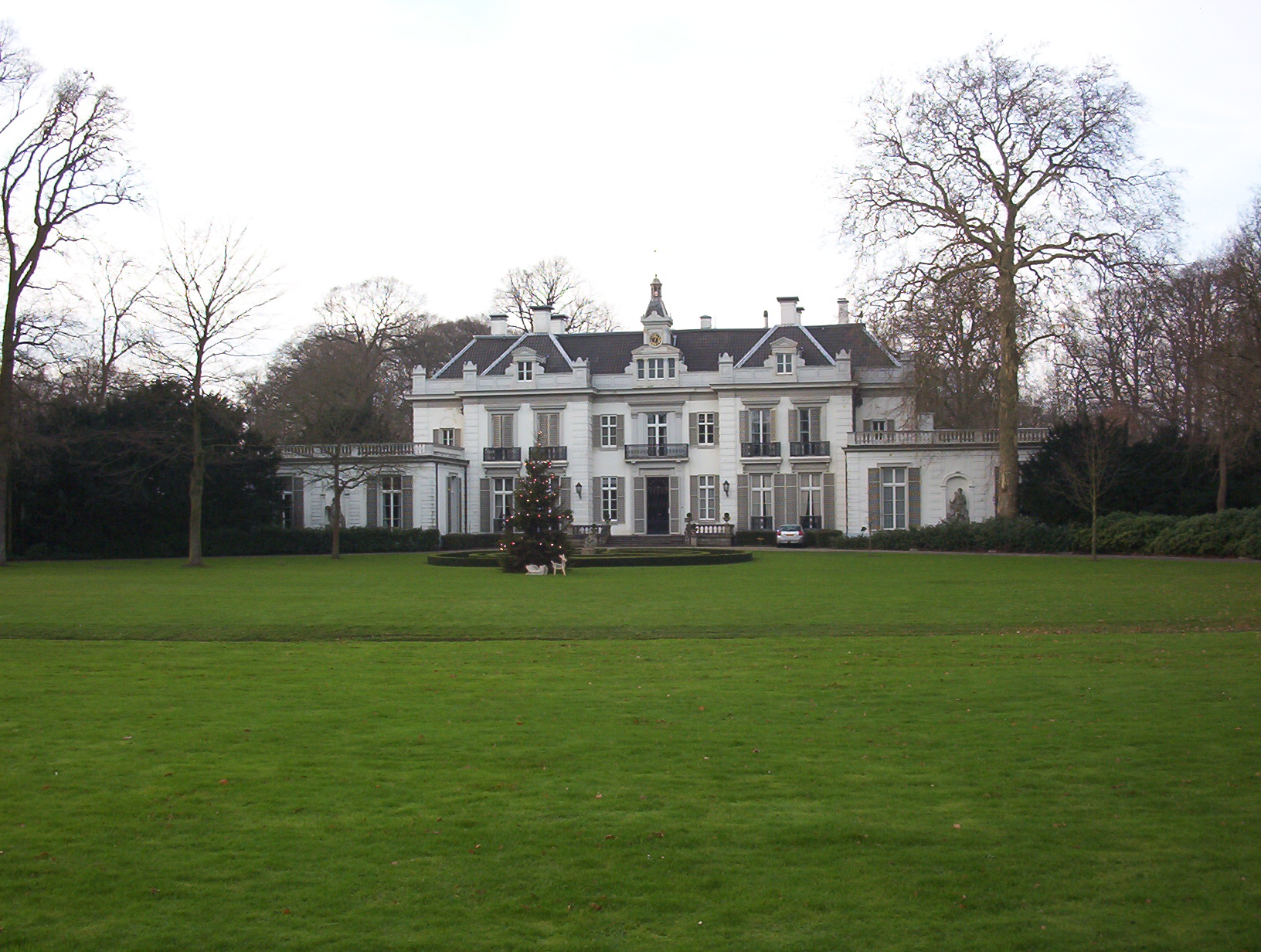
Vista de Hartekamp des del camí Herenweg.

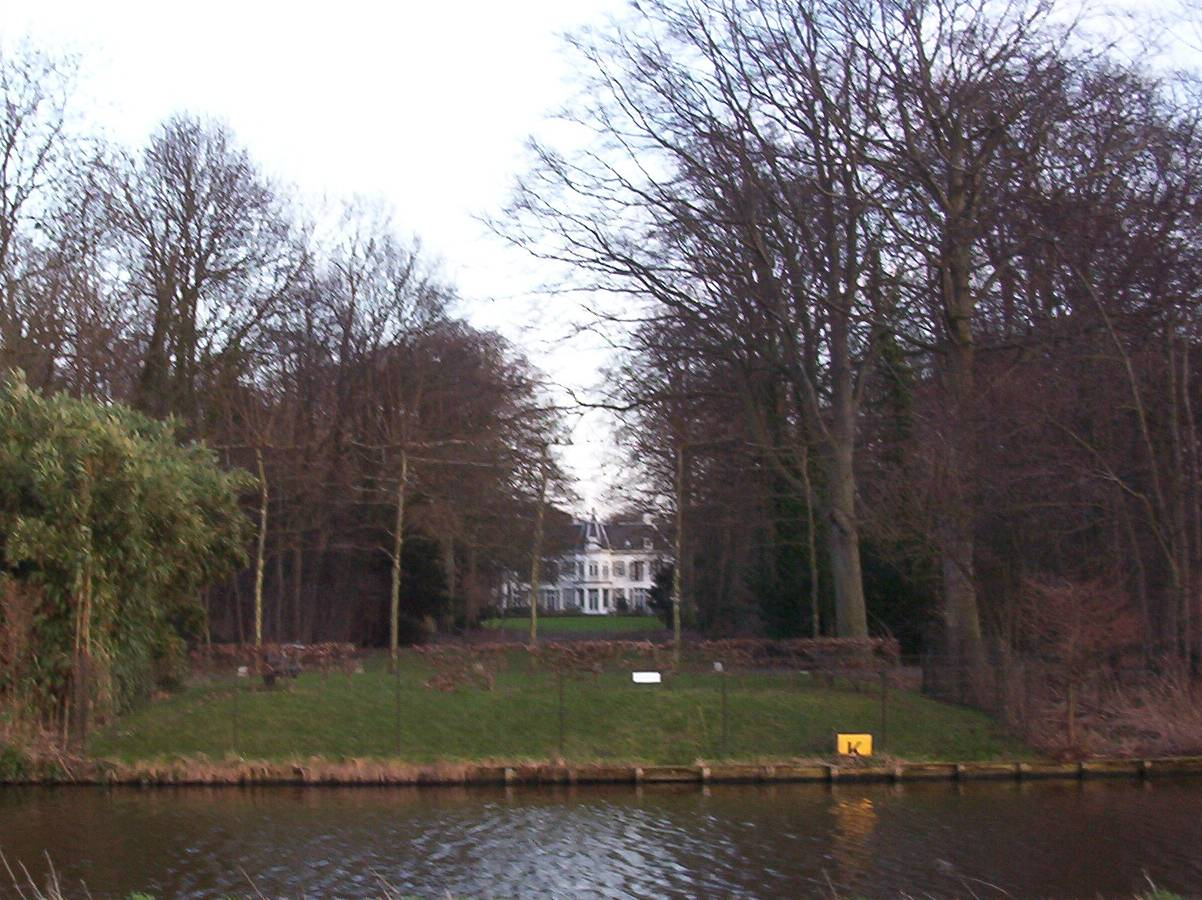
Vista de Hartekamp des del 'Leidse trekvaart' o canal Leiden-Haarlem.

LHortus Cliffortianus és un llibre de botànica publicat el 1738 que es considera una obra mestra de Linné.
L'obra és una col·laboració entre Carl Linnaeus i Georg Dionysius Ehret, finançada per George Clifford el 1735-1736. Clifford era un acabalat banquer d'Amsterdam afeccionat a la botànica. A la residència d'estiu de Clifford Hartecamp, Linnaeus i Ehret van fer la primera classificació acadèmica d'un jardí d'estil anglès, el de Hartekamp. Aquest jardí tenia quatre hivernacles per a plantes tropicals de tot el món. Clifford era amic del botànic Herman Boerhaave, qui tenia una casa i un jardí molt a prop, a la riba del canal Haarlem-Leiden, conegut com a Leidsevaart.
El 1736, George Clifford va fer-se famós per cultivar el primer bananer en un hivernacle.